# Rémi Desbonnet
Rémi Desbonnet, född 28 februari 1992 i Montpellier, är en fransk handbollsmålvakt. Han spelar för Montpellier HB och det franska landslaget.